# Felice Daneo
Felice Daneo (* 1825 in Asti; † 14. Juni 1890 in Cuneo) war ein italienischer Schriftsteller. Er machte seine Studien in Turin und wurde Direktor des Lyceums zu Cuneo.

## Werke
- "Vite scelte di Piemontesi illustri" (Turin 1858, 2 Bde.)
- "La monarchia Italiana sotto lo scettro della casa di Savoia" (1861)
- "Dello spirito dell' arte" (1863)
- "Fasti di casa Savoia" (1866)
- "Monale", Idyll (1871)
- "Italia e Spagna", Gedicht (1872)
- "Diritti e doveri dei cittadini" (1873)
- "Vita di Giuseppe Monticone"(1877)

Dieser Artikel basiert auf einem gemeinfreien Text aus Meyers Konversations-Lexikon, 4. Auflage von 1888 bis 1890.
| Personendaten    | Personendaten                |
| ---------------- | ---------------------------- |
| NAME             | Daneo, Felice                |
| KURZBESCHREIBUNG | italienischer Schriftsteller |
| GEBURTSDATUM     | 1825                         |
| GEBURTSORT       | Asti                         |
| STERBEDATUM      | 14. Juni 1890                |
| STERBEORT        | Cuneo                        |